# Димитър Пешев
Димитър Йосифов Пешев е български политик, известен със своята роля за спасяването на българските евреи.
Той е почетен гражданин на Израел, а през 1997 г. получава посмъртно най-високия български орден „Стара планина“. Удостоен е със званието „почетен гражданин на Кюстендил“ през 1997 г.

## Биография
Роден е в Кюстендил на 13/25 юни 1894 г. През 1915 г. започва да учи право в Софийския университет. Прекъсва образованието си, за да участва в Първата световна война. След войната завършва университета.
Работи като съдия в Пловдив и София, по-късно като прокурор, а от 1932 г. е адвокат. По онова време е член на управителния съвет на Българския туристически съюз и на банка „Български кредит“, основана през 1934 г.
През 1935 г. Димитър Пешев става министър на правосъдието в първия кабинет на Георги Кьосеиванов (1935 – 1936). На този пост той разработва предложение за въвеждане на граждански брак, което остава неутвърдено. През 1938 г. е избран за подпредседател на XXIV обикновено народно събрание, първото след Деветнадесетомайския преврат.
От 1940 г. отново е подпредседател на XXV обикновено народно събрание. Гласува за приемането на антисемитския Закон за защита на нацията и лично председателства заседанието, на което е приет на 19 ноември на 1940 г.
След подписването на Споразумението Белев – Данекер (февруари 1943) Пешев научава от делегация на свои съграждани от Кюстендил, че съгласно подписаната тайна спогодба с Третия Райх близо 50 хиляди евреи от старите предели на България ще бъдат депортирани в Германия във връзка с т.нар. „Окончателно решение на еврейския въпрос“ (8 март 1943 г.). Кюстендилската делегация е съставена от депутата Петър Михалев, търговеца Асен Суичмезов, учителя Владимир Куртев и адвоката Иван Момчилов.
На 17 март Димитър Пешев инициира остро протестно писмо до министър-председателя Богдан Филов против депортацията. За два дни то е подписано от общо 43 народни представители, при това всички от правителственото мнозинство, тъй като Пешев не иска подписката да бъде възприета като антиправителствен акт. Заради това на 26 март е свален от поста си, но безпрецедентният факт, че парламентът дискутира тайните планове за депортацията на българските евреи, допринася за тяхното осуетяване.
След внезапната смърт на цар Борис III през август 1943 г. Пешев се бори за връщането на страната в семейството на демократичните западни държави и изобличава комунистическите партизани, възнамеряващи да предадат България на руснаците – позиция, която се отразява на съдбата му след Деветосептемврийския преврат.
Въпреки неговия принос за спасяването на българските евреи, през 1945 г. Димитър Пешев е изправен пред т.нар. Народен съд (Втори върховен състав). Адвокатите от еврейски произход Нисим Меворах и Давид Лиджи категорично отказват да го защитават, но адвокат Йосиф Яшаров, също от еврейски произход, има доблестта и смелостта да поеме защитата му (поради това е преследван от комунистическата власт като „фашист“, лишен от права и принуден да напусне България през 1948 г.). Димитър Пешев е осъден на 15 години строг тъмничен затвор, три милиона лева глоба и конфискация на цялото му имущество и лишаване от граждански права „за фашистка дейност и антисемитизъм“. След застъпничеството на евреи, имащи влияние в правителството, доминирано от Българската комунистическа партия, е освободен след 13 месеца.
След 1968 г. започва да пише спомените си. Записките му се съхраняват в Централния държавен архив – фонд 1335К, 1 опис, 235 а.е.
Умира на 20 февруари 1973 г. в град София.

## Памет

### Паметници и др.
През 1973 г., малко преди да почине, е обявен за „праведник на народите от света“.
Освен с почетното гражданство на Кюстендил и Израел, делото на Димитър Пешев е почетено с дърво на негово име в Гората на праведниците в Ерусалим.
На 16 октомври 1998 г. Италия е първата държава в Европа, която отдава почит към личността и делото на Димитър Пешев с възпоменателно честване в италианския парламент.
На 25 януари 2000 г., по инициатива на българската делегация в ПАСЕ, в сградата на Съвета на Европа в Страсбург, наред с бюстовете на основателите на Обединена Европа, е поставен негов бюст – дар от Българското народно събрание – изработен от Иван Минеков, а Международната фондация „Раул Валенберг“ изсича медал с неговия лик.
На Димитър Пешев е наречена улица в квартал „Дружба“ в София (Карта).
През 2000 г. в София е учредена фондация на името на Димитър Пешев. Съгласно нейния устав председател на фондацията следва да е председателят на Народното събрание на България.
По повод 70-годишнината от спасяването на българските евреи в парковото пространство на храма „Св. Георги“ в София е поставен бюст-паметник на Димитър Пешев, реплика на намиращия се в Съвета на Европа в Страсбург.
В негова чест е наименуван планинският рид Пешев на остров Ливингстън в Южните Шетландски острови, Антарктика.
На 27 май 2018 г. в Киев е поставена паметна плоча на площад, наименуван през март същата година на Димитър Пешев.

### Къща музей
Къщата на Димитър Пешев се намира на ул. „Цар Симеон I“ № 11, в центъра на гр. Кюстендил, зад Художествената галерия „Владимир Димитров – Майстора“.
През 2002 г. Община Кюстендил и посланикът на Израел, г-н Емануел Зисман, реализират проект за възстановяване на къщата и превръщането ѝ в музей. Тя е точно копие на родната къща на политика, адаптирана в центъра на града. Постоянно действащата изложба с оригинални вещи, снимки и факсимилета разказва за събитията от март 1943 г. и за световно признатите заслуги на Димитър Пешев и неговите кюстендилски съграждани, допринесли за спасяването на евреите в България.

## Галерия
- Площад „Фонтан“ на булевард „Йерусалим“ в Яфа, наименуван на Димитър Пешев
- Паметна плоча на Димитър Пешев в Киев, Украйна
- Сградата на ул. „Неофит Рилски“ № 47 в София, където е живял Д. Пешев
- Пишеща машина „Адлер“, собственост на Димитър Пешев, НИМ, София